# Бёрс, Джессика
Джессика Бёрс (нем. Jessica Börhs; род. 5 марта 1980 года, Магдебург, Германия) — немецкая телеведущая, актриса и поп-певица. Вокалистка проекта Novaspace (Euro Trance), который породил на свет несколько популярных хитов, в числе которых «Time After Time», «Beds Are Burning» и др. В кинематографе известна благодаря фильму «Евротур», в котором сыграла роль Мике, подружки главного героя Скотти. Сейчас проживает в Мюнхене и Потсдаме. Замужем.

## Карьера

### Начало
В 1993 году Джессика Бёрс начала свою карьеру в качестве актрисы. Она играла небольшие роли в телесериалах и фильмах. В 1996 году она сделала свои первые шаги в музыкальном бизнесе, выступая в JessVaness в качестве фонового вокалиста.

### Музыкальная карьера
В 2002 году Джессика Бёрс познакомилась с продюсером Феликсом Штутгартом, с которым создала группу NovaSpace. Первый сингл «Time after time» сразу занял 6 место в чартах. 6 января 2003 года выходит первый студийный альбом SuperNova. В 2004 году некоторые синглы попадают в США, но проваливаются на Billboard Charts. В 2008 году Джессика покинула группу.

### Кино и телевидение
С 13 лет Джессика Бёрс играет в различных ролях кино и телесериалов, среди которых есть Die Wagenfelds, Der Bulle von Tölz и пр. В 2003 году ей предложили роль в фильме «Евротур», в котором она сыграла роль Микки, немецкую подругу по переписке Скотта, который ошибочно считал её мужчиной. Также Джессика работала с 2006 по 2007 год VJ на телеканале RTL 2. Там она вела музыкальную программу «Apres Ski Hit»
В 2010 году она вела передачу «Ужин со знаменитостью».

## Фильмография
- 1995: Круиз (Екатерина)
- 1998: Юлия — Борьба за ваши мечты! (Мелина Кнаупп)
- 1999: Красный миль
- 1999: Год невинных зверей (Лиза Стрекманн)
- 2000: SOKO 5113 (Елена)
- 2001: Булле Тельц (Юлия Баммер)
- 2002: Мариенгоф (Мелани Нейгауза)
- 2004: Евротур (Микки)
- 2006: Любовь на озере Гарда (Изабелла)
- 2006: Розамунда Пилчер: любовь всей её жизни (Мариан Саймонс)
- 2006: В одну сторону (Буфетчица)
- 2006—2007: Эйнштейн / Маленькие Эйнштейны (Нина Грубер)
- 2008: Огонь любви (Яна Шнайдер)
- 2008: В долине дикой розы — пик любви (Синди)
- 2010: Круиз к счастью — Лас-Вегас (Мануэла Грубер и Мюллер)

## Дискография

### Синглы
- 2002 Time After Time
- 2002 To France
- 2002 Guardian Angel
- 2003 Paradise
- 2003 Run to You
- 2004 Beds Are Burning
- 2004 So Lonely
- 2004 Dancing with
- 2006 All Through the Night

### Альбомы
- 2002 Supernova
- 2004 Cubes
- 2006 DJ Edition